# Sonntagszeitung
Eine Sonntagszeitung ist eine Zeitung, die am Sonntag erscheint. Die Sonntagszeitung ist entweder die Sonntagsausgabe einer Tageszeitung oder sie gehört, bei wöchentlicher Erscheinungsweise, zur Gattung der Wochenzeitungen. Redaktionell ist sie zumeist wie eine Tageszeitung aufgebaut. Sonntagszeitungen werden von einer breiteren Leserschicht gekauft und gelesen.

## Inhalt und Redaktion von Sonntagszeitungen
Sonntagszeitungen werden zumeist von einer gesonderten Redaktion geschrieben und sind damit redaktionell von ihren dazugehörigen werktäglichen Tageszeitungen getrennt. Sie informieren tagesaktuell und schließen somit die Lücke des siebten Tages der Tageszeitungen. Zugleich behandelt eine Sonntagszeitung im Vergleich zu einer Tageszeitung mehr übergreifende Themen mit Hintergrundberichten. Die Themen der Woche werden übersichtlicher, universeller und hintergründiger aufgearbeitet.
Sonntagszeitungen haben mehr unterhaltenden Charakter. Wissenschaftliche und populärwissenschaftliche Themen werden ausführlicher dargestellt. Es gibt oft eigene Frauen- und Kinderseiten. Die Feuilletonseiten nehmen mehr Seiten ein als in der Tageszeitung. Buchrezensionen, Film- und Konzertkritiken werden hier hauptsächlich veröffentlicht.

## Vertrieb
Sonntagszeitungen werden entweder mit der werktäglichen Tageszeitung abonniert, bei einigen Zeitungsverlagen sind auch ausschließliche Sonntagsabonnements möglich (Frankfurter Allgemeine Sonntagszeitung oder die Bild am Sonntag). Über Pressegrossisten werden sie zudem an Kioske und an Tankstellen vertrieben, wo der Leser sie erwerben kann. Die Sonntagszeitungen von Regionalzeitungen werden nur regional vertrieben.
Die im Stuttgarter Raum veröffentlichte Sonntagszeitung „Sonntag Aktuell“ erschien von 1979 bis zum März 2016. Sie war ein gemeinsames Verlagsprojekt von mehr als dreißig Verlagen aus Süddeutschland. In diesem Gebiet vertrieb der Marktführer, die Bild am Sonntag, circa 15 % weniger Exemplare bis zur Einstellung der Zeitung als in anderen deutschen Gebieten.

## Deutsche Sonntagszeitungen (Auswahl)
(alphabetisch nach den Publikationsstädten sortiert, ohne Anzeigenblätter, die in großer Vielzahl sonntags erscheinen)
- Bild am Sonntag (Berlin)
- Welt am Sonntag (Berlin)
- Frankfurter Allgemeine Sonntagszeitung (erscheint Samstag)
- Katholische Sonntagszeitung für Deutschland (Köln)
- Express (Köln)
- Lübecker Nachrichten am Sonntag

### Eingestellte Ausgaben
- Der Tagesspiegel (Berlin)
- Berliner Morgenpost
- B.Z. am Sonntag
- Berliner Kurier am Sonntag
- Bad Honnefer Sonntagszeitung, eingestellt am 6. August 2006[1]
- Die Sonntagszeitung, anfangs Heilbronner Sonntags-Zeitung, 1920 bis 1922  Süddeutsche Sonntags-Zeitung, erschien 1920 bis 1943 in Heilbronn bzw. Stuttgart
- Dill-Zeitung am Sonntag (Dillenburg)
- Kölnische Zeitung, Sonntagsausgabe, frühes 19. Jahrhundert, vermutlich erste deutsche Sonntagszeitung (Köln)
- Kurier am Sonntag (Bremen)
- Sonntag Aktuell (Stuttgart), eingestellt im März 2016.
- Die Allgemeine Sonntagszeitung (ASZ). Katholische Zeitung für Politik, Gesellschaft und Kultur, seit 1956, eingestellt am 30. September 2017.
- Hamburger Morgenpost am Sonntag, 2006–2020
- Morgenpost (Sachsen), bis September 2022
- Wetzlarer Neue Zeitung am Sonntag
- Schwäbische Zeitung am Sonntag (Ulm)

## Schweizer Sonntagszeitungen
- SonntagsBlick
- NZZ am Sonntag
- SonntagsZeitung
- Ostschweiz am Sonntag
- Schweiz am Sonntag
- Zentralschweiz am Sonntag
- Le Matin Dimanche
- Stadtblatt: Gratissonntagszeitung aus Winterthur, 2008 eingestellt